# زاك أنساه
زاك أنساه (بالإنجليزية: Zak Ansah)‏ هو لاعب كرة قدم غاني في مركز الهجوم، ولد في 4 مايو 1994 في Sidcup ‏ في المملكة المتحدة. شارك مع منتخب إنجلترا تحت 16 سنة لكرة القدم ومنتخب إنجلترا تحت 17 سنة لكرة القدم ومنتخب غانا تحت 20 سنة لكرة القدم. أما مع النوادي، فقد لعب مع تشارلتون أثلتيك ونادي أرسنال ونادي بليموث أرجايل ونيوبورت كونتي.

## وصلات خارجية
- زاك أنساه على موقع قاعدة بيانات كرة القدم.إي يو (الإنجليزية)
- زاك أنساه على موقع Soccerbase.com (لاعب) (الإنجليزية)
- زاك أنساه على موقع AS.com (الإسبانية)